# 齊雅拉·馬斯楚安尼
齊雅拉·馬斯楚安尼（法語：Chiara Mastroianni，1972年5月28日—），法裔義大利演員，雙親分別是馬切洛·馬斯楚安尼與凱撒琳·丹尼芙。

## 生平
1993年，齊雅拉·馬斯楚安尼與母親凱撒琳·丹尼芙合作的電影《鍾愛一生》（Ma saison préférée），並獲得凱薩獎最佳新人獎。2009年，齊雅拉·馬斯楚安尼在《我的瘋狂書迷》詮釋作家，入圍「晶球獎」年度最佳女演員。

## 私生活
齊雅拉·馬斯楚安尼育有兩個孩子：米洛（1996年12月31日出生）和安娜（2003年4月22日出生）。

## 作品
- 1993《鍾愛一生》Ma saison préférée
- 1999《追憶逝水年華》Time Regained
- 2008《茉莉人生》Persepolis
- 2009《我的瘋狂書迷》Pardon My French
- 2008《屬於我們的聖誕節》A Christmas Tale
- 2007《巴黎小情歌》The Love Songs
- 2011《依戀，在生命最後八天》Chicken With Plums
- 2011《最愛小情歌》Beloved
- 2014《三心一意》Three Hearts
- 2016《醉後之旅》Saint Amour
- 2018《人生最後一場拍賣會》Claire Darling
- 2019《戀愛倒帶中》Chambre 212
- 2022 《她和他的女兒》Other People's Children

## 外部連結
- Chiara Mastroianni在互联网电影资料库（IMDb）上的資料（英文）